# 豊田市立寺部小学校
豊田市立寺部小学校（とよたしりつ てらべしょうがっこう）は、愛知県豊田市上野町にある公立小学校。

## 概要
- 開校は明治5年（1872年）4月であり、豊田市内の小学校では最も古い小学校である[1]。
- 上野町、高上、高橋町、寺部町、社町が校区である。公立中学校に進学する場合は豊田市立高橋中学校へ進学する [2]。
- 旧・西加茂郡高橋村の中心部の小学校であった。
- かつては愛知県豊田市高橋町1丁目96に校地は存在した。寺部地区の宅地化が進むことによる児童数増加が予想され教室が不足すること、県道343号の拡幅で校地が狭くなり校舎の増築ができないこともあり、寺部地区の区画整理の一環として、2016年に現在地に新築移転した。校舎は木材、RC、鉄骨を用いた「ハイブリッド構造」となっている。

## 沿革
- 1872年（明治5年）4月10日 - 上野山義校として開校。蓮台寺[注釈 1]を仮校舎とする。寺部村、上野山村、渋川村の児童が通学する。
- 1874年（明治7年）3月 - 文成学校に改称する。守綱寺を仮校舎とする。御立村、森村が校区に加わる。
- 1875年（明治8年） -
  - 第9番中学区内第30番小学区寺部学校に改称する。東高院[注釈 2]を仮校舎とする。
  - 御立村、森村が寺部学校から離脱。御立村、森村、牛野村、東山室村で御立学校を開校する。
- 1886年（明治19年）2月 - 民家を改築し、校舎とする。
- 1887年（明治20年）
  - 3月 - 平井学校を統合する。平井学校は寺部学校平井分教場となる。
  - 4月 - 尋常小学寺部学校に改称する。鷹見学校を統合し、鷹見分教場を設置する。
- 1888年（明治21年）4月 - 平井分教場が独立し、尋常小学平井学校となる。
- 1892年（明治25年）
  - 4月 - 鷹見分教場が平井村外二ヶ村組合立七重尋常小学校として独立する。
  - 6月 - 尋常小学寺部学校が寺部尋常小学校に改称する。高等科の小学校として、寺部高等小学校が開校する。
  - 7月 - 寺部尋常小学校の分教場として、平井村外二か村組合立四ツ谷尋常小学校が開校する。
- 1894年（明治27年）3月 - 寺部尋常小学校と寺部高等小学校が統合され、寺部尋常高等小学校に改称する。
- 1906年（明治39年）7月1日 - 益富村、野見村、寺部村、渋川村、上野山村、市木村、平井村、四谷村（一部）が合併し、高橋村が発足。
- 1907年（明治40年）1月 - 高橋第一尋常高等小学校に改称する。
- 1909年（明治42年）4月 - 高等科を廃止し、高橋第一尋常小学校に改称する。
- 1911年（明治44年）7月 - 校舎を増築する。
- 1917年（大正6年）8月 - 校舎を増築する。高橋第一農業補習学校を併設する。
- 1922年（大正11年）5月 - 女子補習学校を併設する。
- 1923年（大正12年）4月 - 高等科を設置し、高橋第一尋常高等小学校に改称する。
- 1926年（大正15年）4月 - 青年訓練所を併設する。
- 1936年（昭和11年）4月 - 青年学校を併設する。
- 1941年（昭和16年）4月1日 - 高橋第一国民学校に改称する。
- 1944年（昭和19年）8月 - 名古屋市の松軒国民学校の学童疎開を受け入れる。
- 1947年（昭和22年）4月1日 - 高橋村立寺部小学校に改称する。校舎の一部を高橋村立高橋中学校の校舎とする。
- 1948年（昭和23年）9月 - 高橋中学校が校舎を新築し、移転。
- 1956年（昭和31年）9月30日 - 高橋村が挙母市へ編入される。同時に挙母市立寺部小学校に改称する。
- 1959年（昭和34年）1月1日 - 市名を豊田市に変更する。同時に豊田市立寺部小学校に改称する。
- 1971年（昭和46年）4月 - 豊田市立東山小学校を分離する。
- 1978年（昭和53年）4月 - 校区の一部が新設の豊田市立市木小学校に移る。
- 1981年（昭和56年）4月 - 校区の一部が新設の豊田市立広川台小学校に移る。
- 2016年（平成28年）4月 - 現在地に新校舎が完成し、移転する。

## 交通アクセス
- 名鉄バス矢並線「寺部中町」バス停より徒歩約10分。

名鉄三河線豊田市駅より【60系統】「鞍ヶ池東」行。【61系統】「足助」行。
- 名鉄三河線豊田市駅下車徒歩約30分。
- 愛知環状鉄道愛知環状鉄道線新豊田駅下車徒歩約32分。

## 周辺施設
- 愛知県立豊田北高等学校
- 豊田市立高橋中学校
- 豊田市立広川台小学校
- 豊田スタジアム
- 名鉄三河線豊田市駅
- 愛知環状鉄道線新豊田駅

## 出身者
- 小林錡 - 衆議院議員